# 大場神社
大場神社（だいばじんじゃ）は、静岡県三島市大場に鎮座する神社。

## 概要
大場駅の北西、大場川の東岸、三島市立中郷中学校の南隣りに鎮座している。
創建は不詳。地域がまだ沢の郷と呼ばれていた頃に御獄権現（みたけごんげん）として祀られ、崇敬を受けていた。
天正18年（1590年）に豊臣秀吉が韮山城を攻め落とした際に兵火に遭い、社宝や記録類も失われた。
大正13年（1924年）に拝殿と鳥居が改築された。

## 祭神
- 日本武尊
- 誉田別尊

## 境内社
- 珎嚭(ちんぴ)稲荷神社 - 飛地境内社。

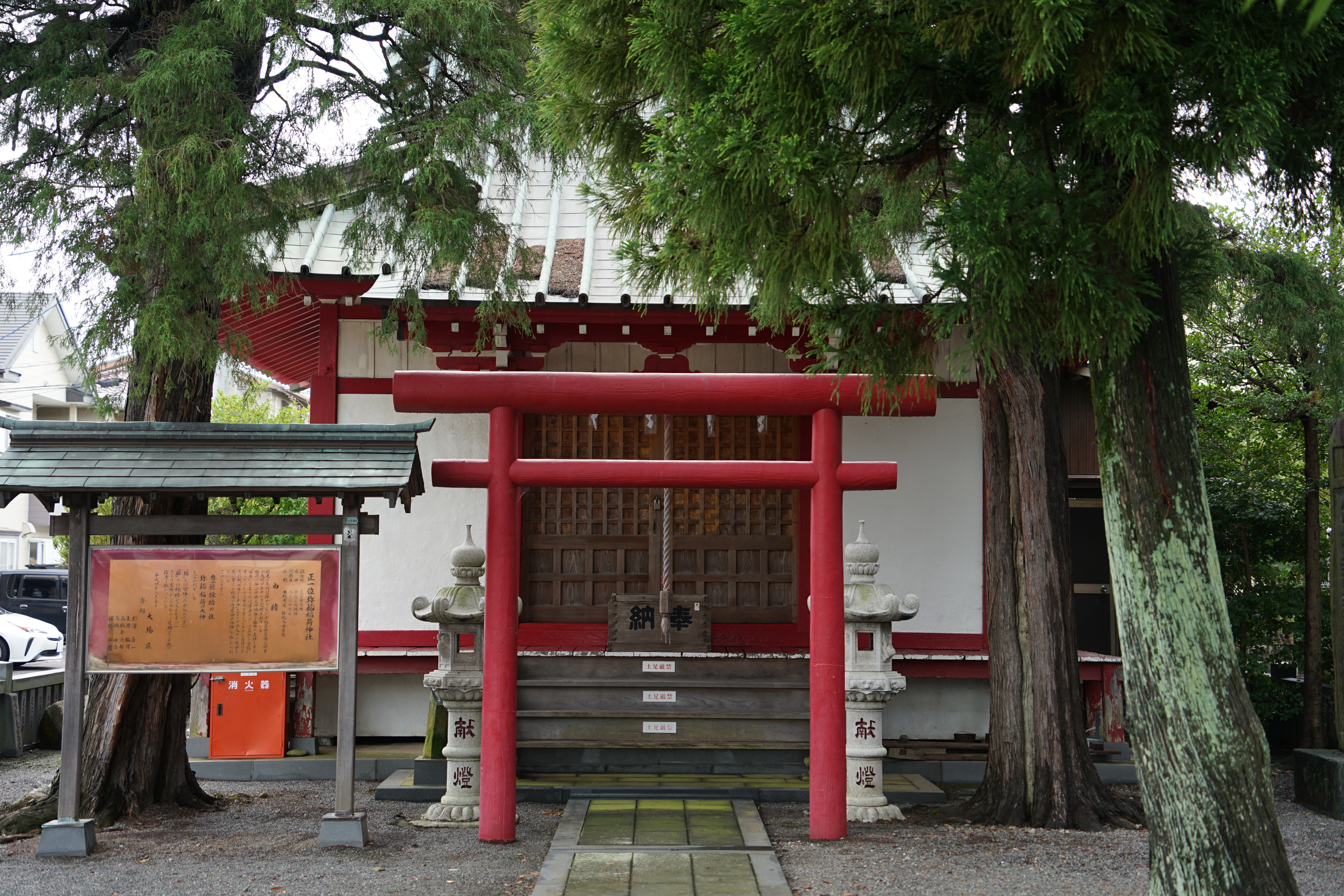
珎嚭(ちんぴ)稲荷神社